# سفیدرود (کلشتر)
سفیدرود یک منطقهٔ مسکونی در ایران است که در دهستان کلشتر واقع شده‌است. سفیدرود ۶۴۴ نفر جمعیت دارد.